# Климмт, Райнхард
Ра́йнхард Климмт (нем. Reinhard Klimmt; род. 16 августа 1942, Берлин) — немецкий политик, бывший министр транспорта и строительства. В период с 1998 по 1999 годы — премьер-министр земли Саар.

## Биография
После получения среднего образования изучал историю в Саарском университете. Климмт — страстный библиофил, ведёт свою собственную колонку на немецком сайте «AbeBooks».
Женат, имеет трёх детей.

## Политическая карьера
С 1964 года Климмт член СДПГ. В 1998, он избирается премьер-министром земли Саар, сменив на этом посту Оскара Лафонтена, ставшего министром финансов после победы СДПГ на федеральных выборах.
В 1999 году Климмт проиграл земельные парламентские выборы Петеру Мюллеру. Однако занимает пост министра транспорта, строительства и жилищного хозяйства. Пробыв в этой должности всего год, вынужден был уйти в отставку в связи со скандальным расследованием, проявившим незаконное финансирование футбольной команды «Саарбрюкен» в бытность президента этого клуба, в начале девяностых.

## Публикации
- Ра́йнхард Климмт «Германский опыт взаимодействия между федерацией и Землями в процессе модернизации» (недоступная ссылка)
- Auf dieser Grenze lebe ich : die sieben Kapitel der Zuneigung (нем.). — Блискастель: Gollenstein, 2003. — 515 S. — ISBN 3935731477.
- Überall und irgendwo. Aus der Welt der Bücher (нем.). — Блискастель: Gollenstein, 2006. — 149 S. — ISBN 3938823186.